# Neochamus pheretes
Neochamus pheretes là một loài bọ cánh cứng trong họ Cerambycidae.